# ドラムロ
ドラムロ（Drumlo）は、アニメ『聖戦士ダンバイン』に登場する架空の兵器。オーラバトラーの一種。
なお、本項ではそのバリエーションについても併せて記述する。

## 機体解説
アの国のショット・ウェポンが開発した初の量産型オーラ・バトラー。ゲドの開発を経て、オーラ・バトラー同士の格闘戦を想定した設計思想により、重装甲に主眼を置いた甲虫類を想起させる独特なシルエットを持つ機体となっている。ドレイク軍におけるオーラ・バトラー開発の系譜は「高機動型」と「重武装・重装甲型」とに大別される。前者はゲド→ダンバイン→ビランビーなどの流れで直系機種を次々と生み出して行ったが、後者に当たる本機「ドラムロ」には（劇中での）直接の発展型や後継機は存在していない。
これは機体の基本素材となる恐獣ガッター（一部資料ではグラバス。どちらもゲドの装甲材として使われたキマイ・ラグよりも高い硬度を持っている）が豊富だったことによる生産性の高さ、あるいはオーラ力の低いコモンでも無理なく操縦できる扱い易さといった複合的要素の集約による完成度の高さを示している。結果としてドラムロは、何度かの改修・改良は加えたものの、最も多く量産されたドレイク軍の主力機として最終決戦まで運用されることになる。ドラムロの一般的な機体色は赤色であるが、トッド・ギネス専用のドラムロのように紺色の機体も一部ある。
武装スペックはオーラ・ソード1本。また、ゲドに搭乗した騎士からはオーラ・ボムの主兵装であるフレイ・ボム（火焔砲）の搭載を強く望む声が多かったため、肩部を大型化し内部にフレイ・ボムの機構を組み込むことで前腕部への内蔵に成功している。さらにドラムロの武装スペックは第8話から強化され、同じく前腕部に3連装機銃（資料によってはオーラ・バルカンとなっている）の追加装備もなされた。劇中でトッド機による機銃掃射を受けたショウ・ザマは「機銃が使えるようになったのか！」と驚愕している。
なお、マニピュレーターはゲドに採用されていた4本指のものではなく、剣を握る、または接近戦での格闘用武器として使用する以外に汎用性のない「3本の鉤爪」をコスト削減と整備行程の簡略化のために採用したが、実際に搭乗した騎士達からは甚だ評判が悪かったため、以降の機種には採用されていない。
ドラムロはドレイク軍だけでなく、同盟関係にあったクの国でも制式採用され数多く量産されている。また、生産後期には新型のオーラ・コンバーターやオーラ・マルス（筋繊維）に換装し、必要オーラ力を落としながらも運動性能を向上させたドラムロの改良型が開発されている。そして、ドラムロはマイナーチェンジを繰り返しながら汎用性の高いオーラバトラーとして第一線で活躍した。なお、前線への長距離移動にはゲドと同じくウィング・キャリバーのバラウを使用する。
劇中にはドラムロは第1話から登場しており、量産機の宿命上、主にヤラレ役として描写されることが多かったが、ラース・ワウ潜入時にニー・ギブンがドラムロを奪って使用した回もある。
また、物語終盤ではドラムロは「トリオ・コンビネーション」という三位一体の新戦法で敵軍と渡り合った。これは、目標に対し3機のドラムロがフレイ・ボムを同時に発射し一つの巨大な火球として放つもので、通常のフレイ・ボムに比べ射程は2倍に伸び、破壊力もオーラ・シップに搭載されたオーラ・キャノンに匹敵する強力なものであった。第44話では、グラン・ガランから先発したナの国のオーラ・バトラー部隊をこの戦法で全滅させている。
ドラムロのデザインは宮武一貴が担当し、作画監督の湖川友謙がクリンナップしている。モチーフはカナブンやコガネムシであり、手はなるべく人型にはしたくなかったとのことで、何とか剣をつかめる形状の「3本爪」にしたという。
2021年、ねとらぼ調査隊が、2021年11月16日から11月23日まで「聖戦士ダンバインTV版オーラバトラーで好きなのはどれ？」というテーマでアンケートを実施したところ、ドラムロは「オーラバトラー人気ランキング」で第6位であった。

## マサラグ
雑誌連載『AURA FHANTASM』（バンダイ刊の模型雑誌『B-CLUB』に連載）に登場するアの国の試作型オーラ・バトラー。ドラムロの発展型として開発されたが、ビランビーの量産が決定したため少数の生産にとどまった。
元々はアニメ『聖戦士ダンバイン』において、宮武一貴によるラフデザインとして存在していた。このラフはさらに富野由悠季により再ラフが描かれ、出渕によってビランビーとして完成している。この出渕版マサラグは元の宮武版マサラグとはデザイン上関係のないようにも見えるが、存在しないオーラ・コンバーター、トサカの形状、爪の装着状態など共通点も多い。設定はこの経緯を受けたものである。

## ガドラム
雑誌連載『AURA FHANTASM』（バンダイ刊の模型雑誌『B-CLUB』に連載）に登場するアの国の試作型オーラ・バトラー。ゲーム『聖戦士ダンバイン 聖戦士伝説』にも登場する。
ドラムロの発展型で、恐獣ガッターよりも高い硬度を持つ水棲恐獣グラバスの甲羅を素材に使用しているため、より頑強な装甲を有すると共に攻撃力も高くなっている。性能的には本機1機でドラムロ4機分の戦力に相当するともいわれるが、オーラ・ソードやフレイ・ボム（火焔砲）などの兵装はなく、専ら研ぎ澄まされた腕部のクローを武器に格闘戦を行った。なお、ゲーム作品ではドラムロ同様の武装が施されている。
グラバスの甲羅は未加工の状態でもガッターの3倍の硬度があり、その加工は非常に困難であった。そのため、生産効率やコストの関係でビランビーに取って代わることはなく、試作機数機が指揮官用として作製されたのみであった。
ドラムロ系オーラ・バトラーの開発はこのガドラムで頂点に達し、以後、重オーラ・バトラーの系統はビランビーの直系であるレプラカーンに移ることとなった。

## ガーシム
雑誌連載『新AURA FHANTASM』（メディアワークス刊の模型雑誌『電撃ホビーマガジン』に連載）に登場するアの国の試作型オーラ・バトラー。
ガドラムと同時期に開発されたドラムロの発展型である。ドラムロやガドラムと異なり、非常に人型に近いフォルムとなっている。

## ヴォルバル
藤井昌浩の漫画『ショット追撃』（双葉社刊『スーパーロボットコミック 聖戦士ダンバイン編』に収録） に登場するショット・ウェポンが城塞戦用に開発した試作型オーラ・バトラー。
作中ではミュージィ・ポーが搭乗したが、機体の暴走により行方不明になってしまったため、ショット自らがコクピットを改良したトッド・ギネス用のダンバインに搭乗し捜索に向かっている。

## クスタンガ
1984年にラポートから刊行された『聖戦士ダンバイン大事典』においてチャム・ファウ用のオーラ・バトラー。メカニックデザインは出渕裕が担当。
複数あったデザイン候補の中で、最終的に「クスタンガ」として採用されたのは、同誌のピンナップにも描かれたレプラカーン、あるいはズワァースのシルエットを踏襲する白い機体であったが、181ページ「ミニ事典V」にはボツ案となった重装甲タイプの機体も掲載されており、こちらは「ダンバインとドラムロの中間的な陸戦タイプの重オーラ・バトラー」であると出渕は説明している。ただし、その外観は上記2機のハイブリッド機というよりは、ドラムロをさらにマッシヴにした印象のもので、特異な形状の頭部、黒騎士用ズワァースのような文様の描かれた胸部、鉤爪ではなく関節を持つ3本指の右腕部（左腕は3本の鉤爪）などの特徴を持っている。
なお、機体名称になっている「クスタンガ」とは、コモン界にある3階層の内の一つで、ウォ・ランドンの入口にあたるミ・フェラリオ達の住む神聖な場所とされている。